# Oak Bay (Québec)
Pour les articles homonymes, voir Oak Bay.
Oak Bay est un hameau de l'Est du Québec situé sur la péninsule gaspésienne dans la région de la Gaspésie–Îles-de-la-Madeleine faisant partie de la municipalité de Pointe-à-la-Croix dans la municipalité régionale de comté d'Avignon au Canada.